# 寺内暉
寺内 暉（てらうち ひかる、1942年 - 2020年1月22日）は、日本の物理学者。関西学院大学理工学部名誉教授。

## 略歴
1965年関西学院大学理学部物理学科卒業。関西学院大学理学部講師、助教授を経て、1981年同大学理学部教授、2002年4月から同大学理工学部（学部改変により名称変更）教授。2011年3月に同大学定年退職。X線回折、XAFS、シンクロトロン放射光による物質構造解析で多くの実績を残した。
日本放射光学会評議員（1992年から1993年）、日本結晶学会評議員（1997年から1998年）、関西XAFS研究会会長（1997年から1998年）などを歴任。

## 著書
- 寺内暉著、物質の構造とゆらぎ―微視的マテリアルサイエンス入門（丸善）1987年 ISBN 978-4621032107

## 翻訳
- G. バーンズ (著), 結晶としての固体 (バーンズ固体物理学) 、寺内 暉 (翻訳), 中村 輝太郎 (翻訳)（東海大学出版会）1989年 ISBN 978-4486010845

## 主要論文
- Françoise Axel and Hikaru Terauchi, High-resolution x-ray-diffraction spectra of Thue-Morse GaAs-AlAs heterostructures: Towards a novel description of disorder, Phys. Rev. Lett. 66, 2223 (1991). https://doi.org/10.1103/PhysRevLett.66.2223
- Y. Yoneda, T. Okabe, K. Sakaue, H. Terauchi, H. Kasatani, K. Deguchi, Structural characterization of BaTiO3 thin films grown by molecular beam epitaxy, Journal of Applied Physics 83, 2458 - 2461 (1998). https://doi.org/+10.1063/1.367006
- H. Terauchi, Y. Watanabe, H. Kasatani, K. Kamigaki, Y. Yano, T. Terashima, and Y. Bando, Structural Study of Epitaxial BaTiO3 Crystals, J. Phys. Soc. Jpn. 61, pp. 2194-2197 (1992). https://doi.org/10.1143/JPSJ.61.2194